# Fargo Trucks
Fargo — марка грузовых автомобилей, производившихся в США с 1913 года фирмой Fargo Motor Car Company, в 1928 году перешедшей в собственность корпорации Chrysler и впоследствии поглощённой ей. После приобретения также компании Dodge, в дальнейшем грузовики её разработки также выпускались под названием Fargo (аналогично выпуску у General Motors грузовиков GMC Truck и Chevrolet).

## История

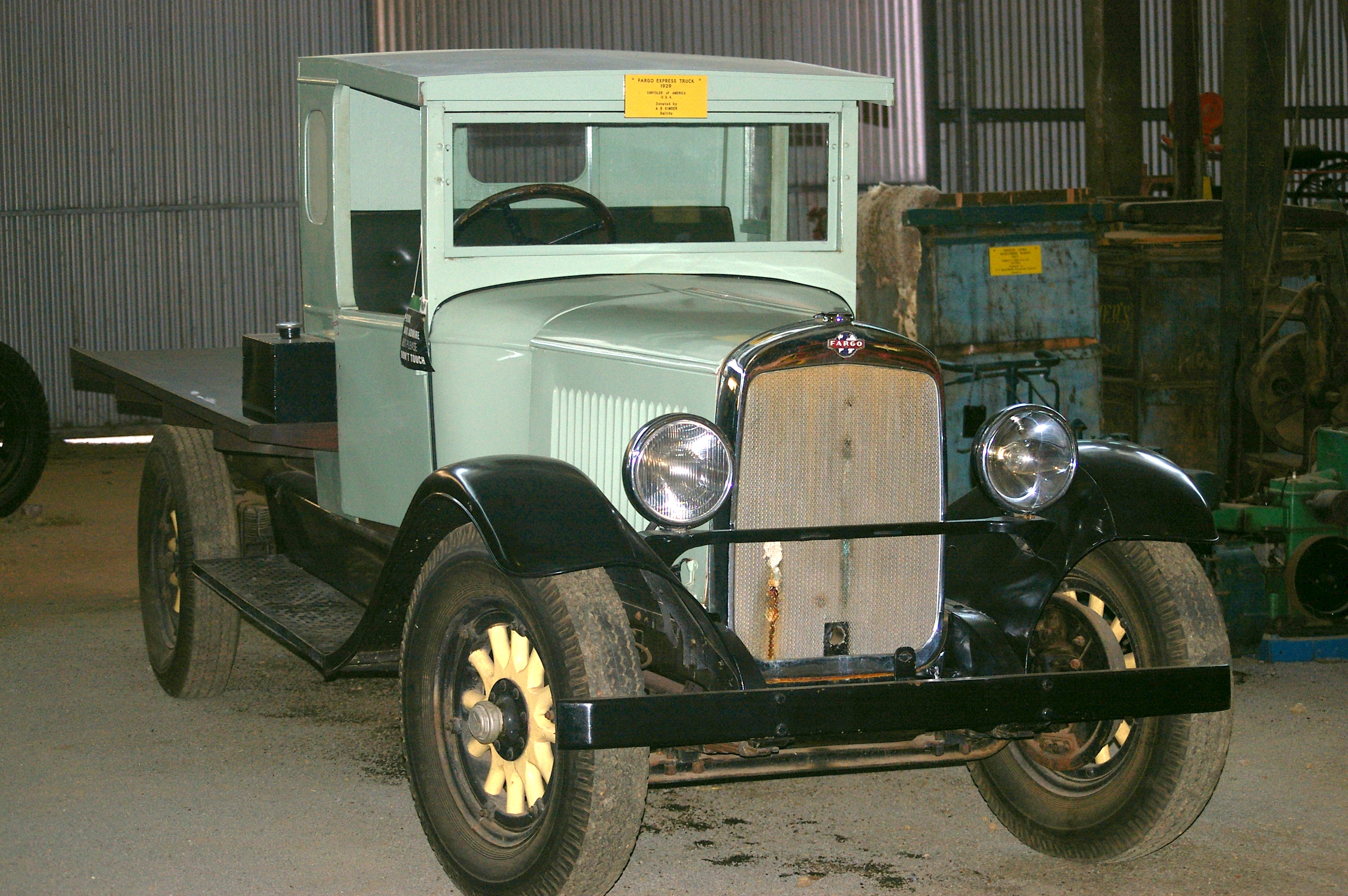

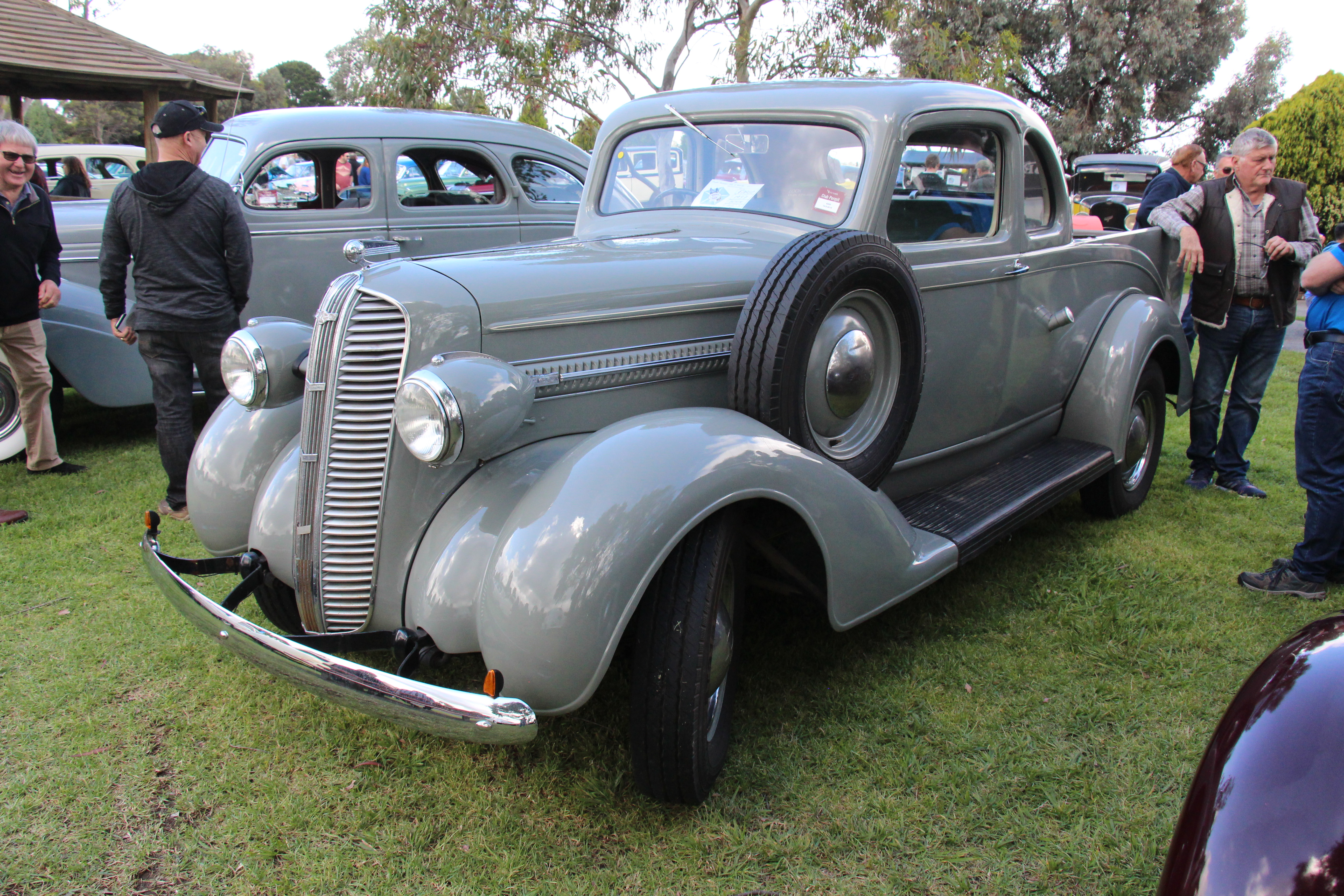
Fargo coupe utility (1937)

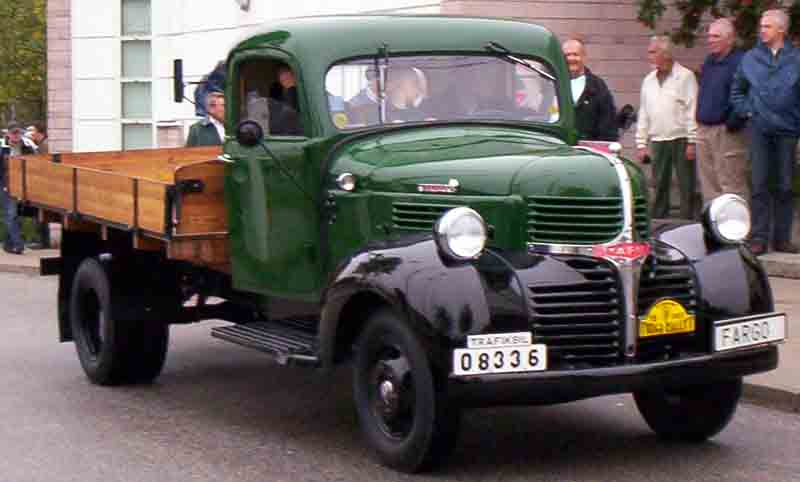
Fargo FK2-33 1946-го года (Dodge T-, V-, W-Series)

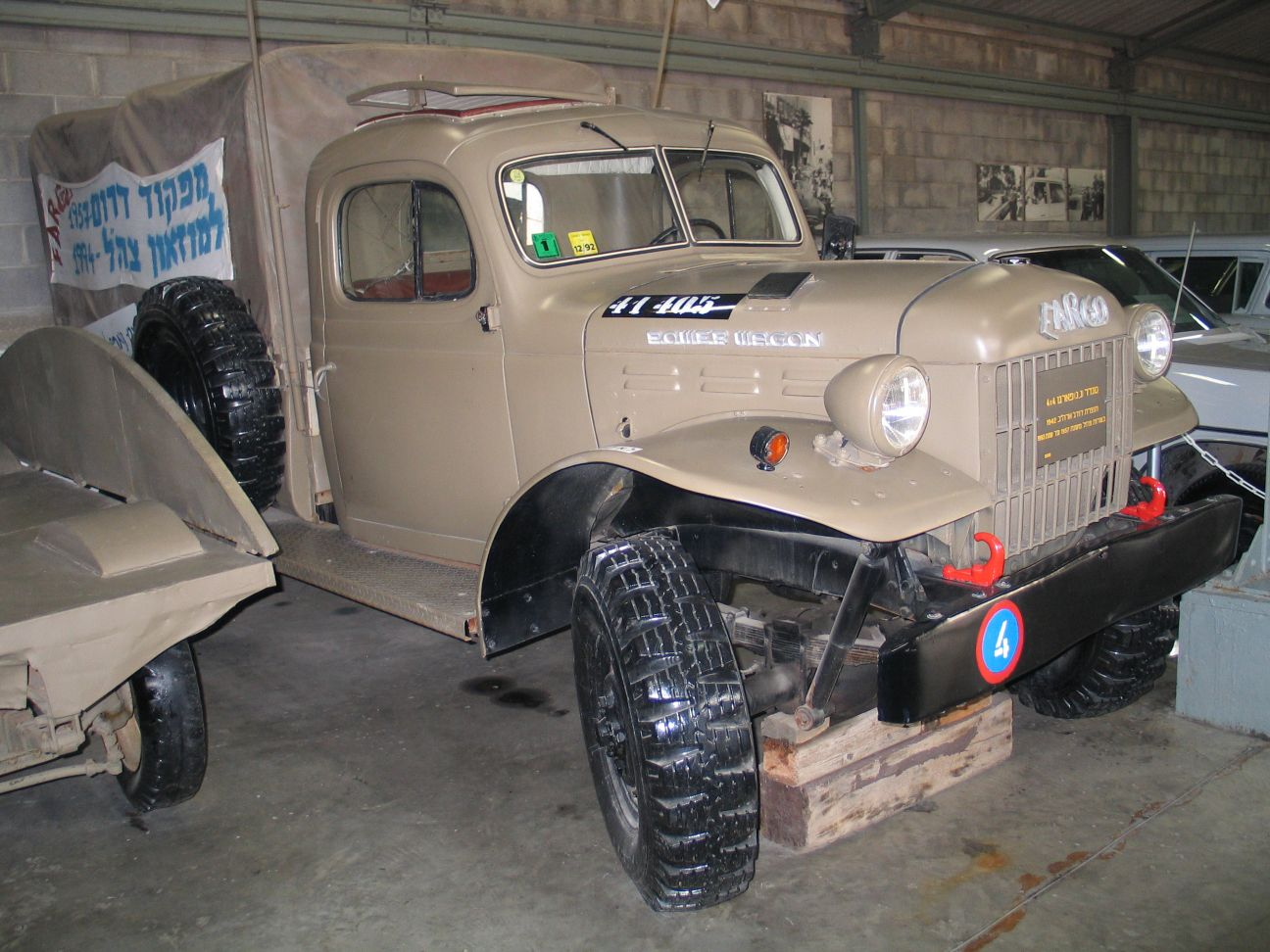
Грузовик Fargo Power Wagon в музее Армии обороны Израиля, Батей а-Осеф

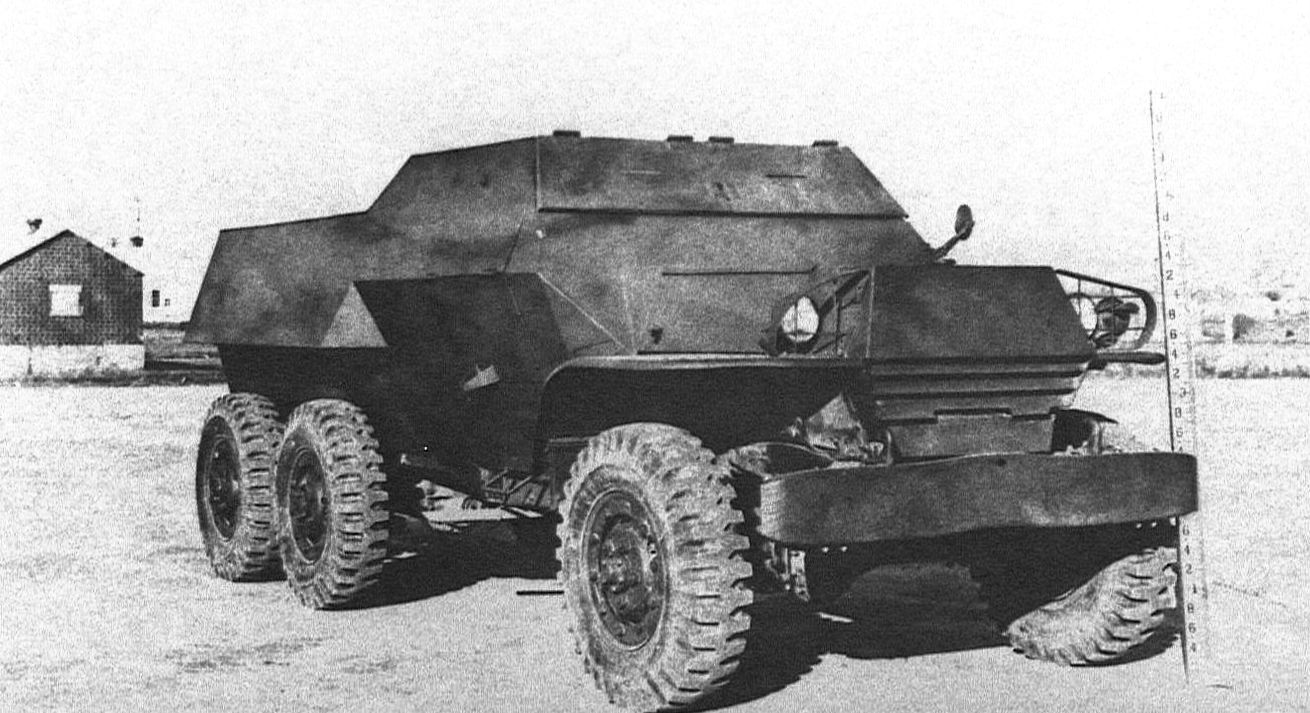
Опытный бронетранспортер (1942)

Компания Fargo выпускала автомобили с 1913 по 1922 год на заводе, располагавшемся в чикагском районе Pilsen. В 1928 году фирма Chrysler выкупила её (а затем и компании Dodge Brothers Company — Graham Brothers). Производимые в дальнейшем грузовики Fargo были практически идентичны моделям Dodge, за исключением названия и деталей отделки, они продавались дилерами Chrysler-Plymouth.
В 1930-х годах продажи машин Fargo в США были свёрнуты, но в Канаде этот бренд использовался до 1972 года, чтобы отделить их от техники, предлагаемой дилерами Chrysler-Plymouth и Dodge.
Грузовики Dodge, изготовленные в Детройте на заводе Lynch Road, также реализовывались под названиями Fargo (или DeSoto) во многих странах Латинской Америки, а для Европы и Азии они в основном строились на предприятии Chrysler в лондонском районеKew (Великобритания.
В Аргентине под маркой Fargo с 1960 по 1967 год выпускались пикапы D-100, D-400 и DP-400 с дизельными двигателямм
Chrysler Australia продавала американские и британские модели Dodge, а также машины местного производства, как Dodge, Fargo или De Soto.
Кроме того, тяжёлые грузовики, произведенные в Испании испанским филиалом Chrysler Barreiros, включая 38-тонный тягач, которые поставлялись в Великобританию как Dodge 300 Series, далее экспортировались в несколько стран уже как автомобили Fargo.
В самой Британии на заводе Chrysler в лондонском районе Кью автобусы и грузовики, продававшиеся в Аргентине, Финляндии, Австралии, Индии и других странах Европы и Азии, как Fargo, Dodge и Commer).
Использование торговой марки Fargo в США прекратилось когда фирма Dodge свернула производство тяжёлых грузовиков в 1976 году (и окончательно в 1978 году, когда Chrysler Europe была продана компании PSA Peugeot Citroën).
Марка Fargo просуществовала до XXI века: основанное в Турции в 1962 году совместное предприятие Askam долгое время выпускало грузовики Fargo и De Soto; и, хотя в последние годы оно уже не поддерживало связей с фирмой Chrysler, производившийся им «Fargo Fora» (лицензионный LDV Maxus), стал последним Fargo.

## Военная техника
В апреле 1942 года компания представила на испытания прототип полноприводного трёхосного бронетранспортёра на удлинённой колёсной базе Dodge WC62. Несмотря на успешные испытания, на вооружение он не принимался.

## Легковые автомобили
Среди производившейся компанией автотехники имелись и легковые машины — выпущенный малой серией в 1928 году автомобиль с 4-цилиндровым двигателем Packet и с 6-цилиндровым Clipper, оба как с кузовами лимузин, так и фургон.

## Израильский автобус Fargo

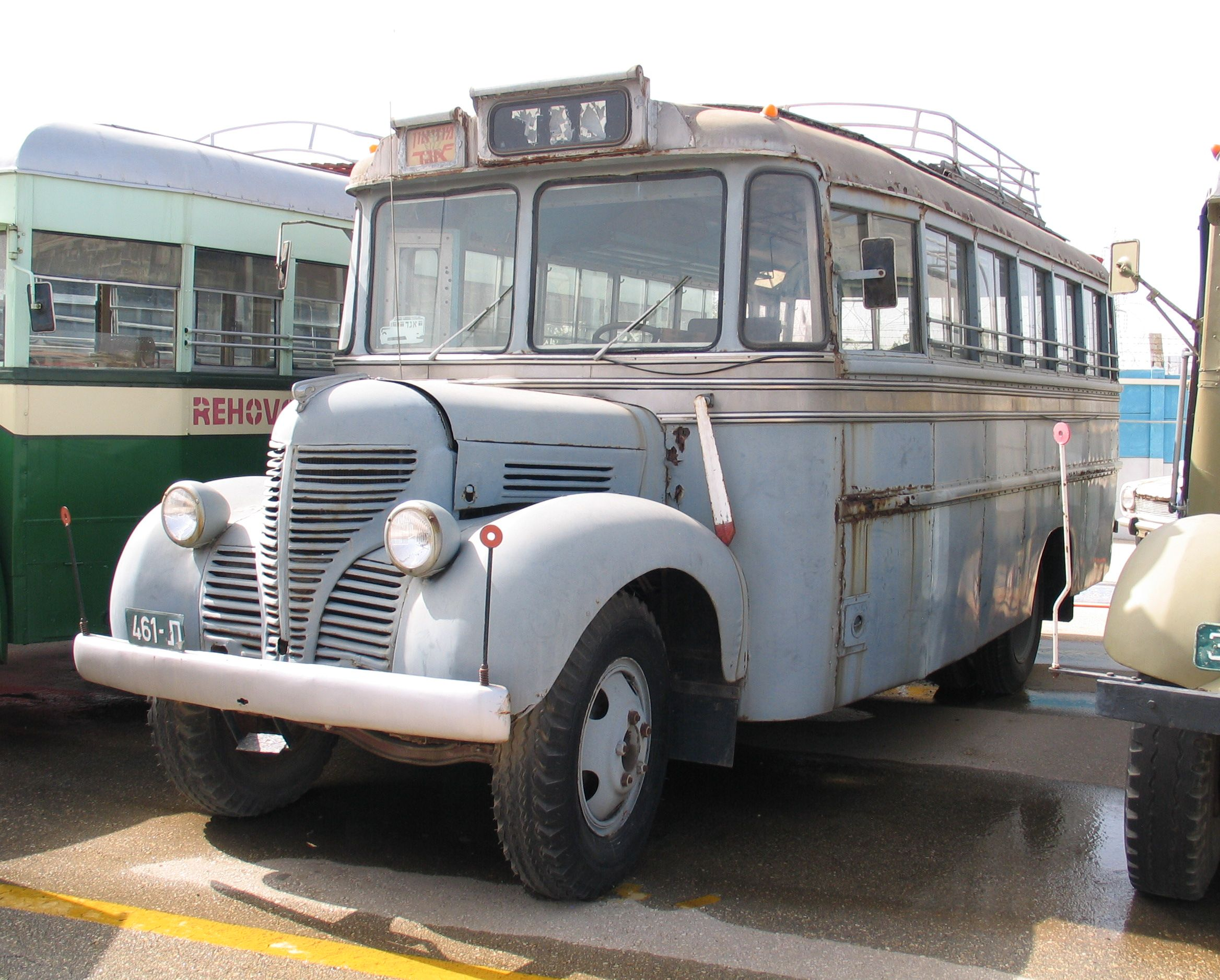
Автобус Fargo компании Эгед

Хотя у транспортной компании «Эгед», осуществлявшей свою деятельность на территории британской подмандатной Палестины числились и автобусы Fargo (1940—1947), ни один из них не сохранился. Однако, в Музее исторического транспорта в Холоне есть такой автобус, собранный в 1940 году в Иордании и ставший трофеем Шестидневной войны

## Галерея

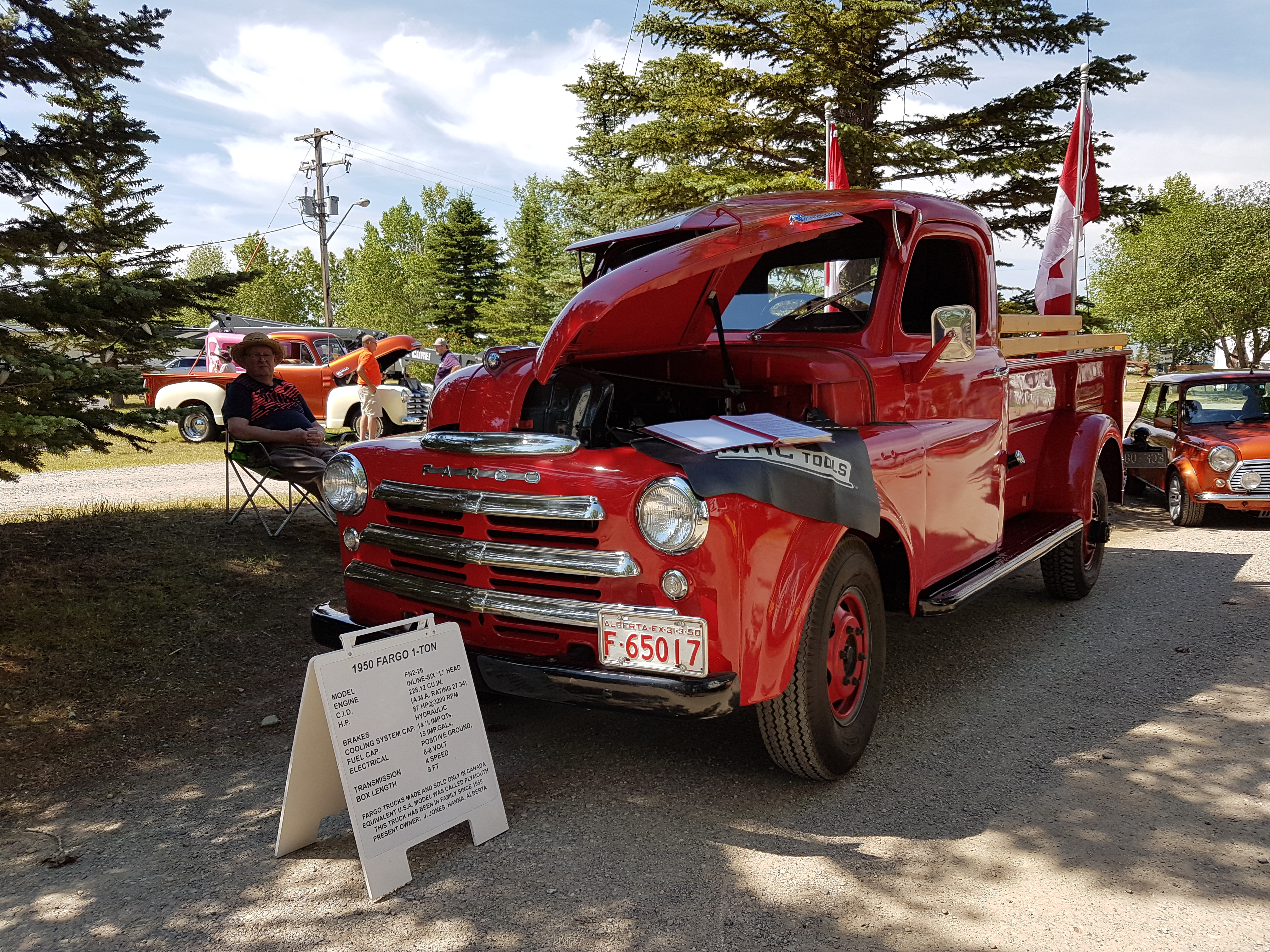
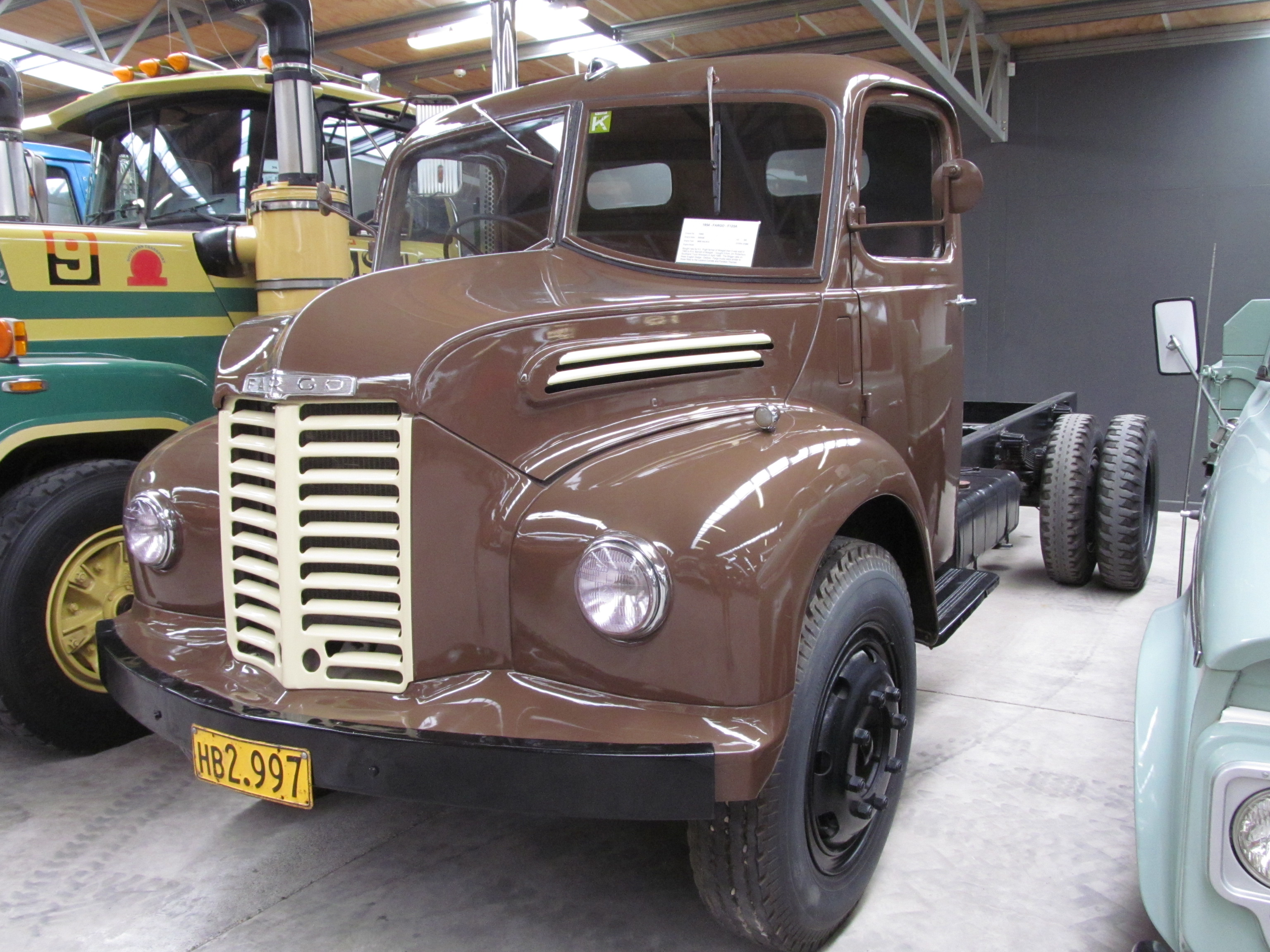
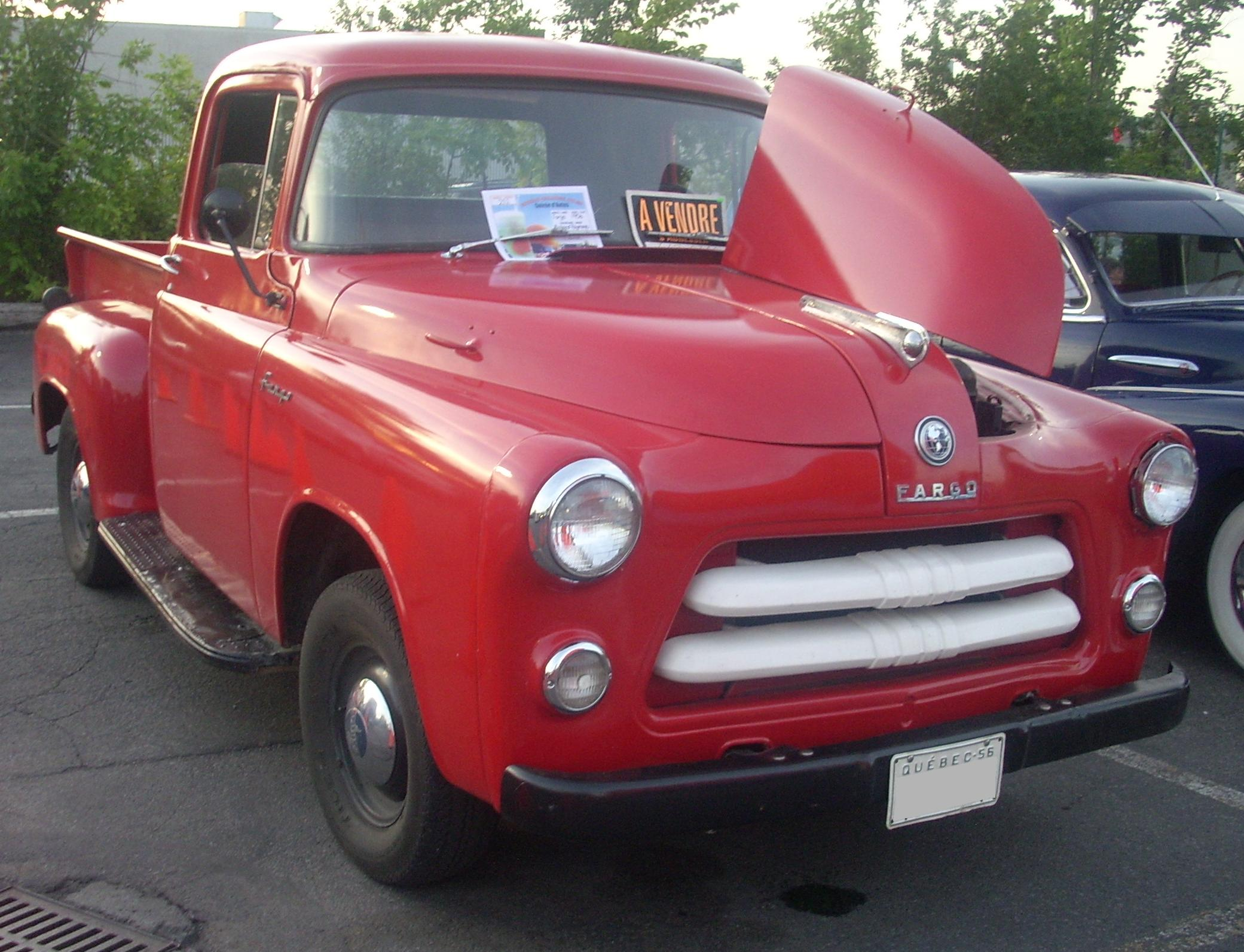
A 1956 Fargo pickup
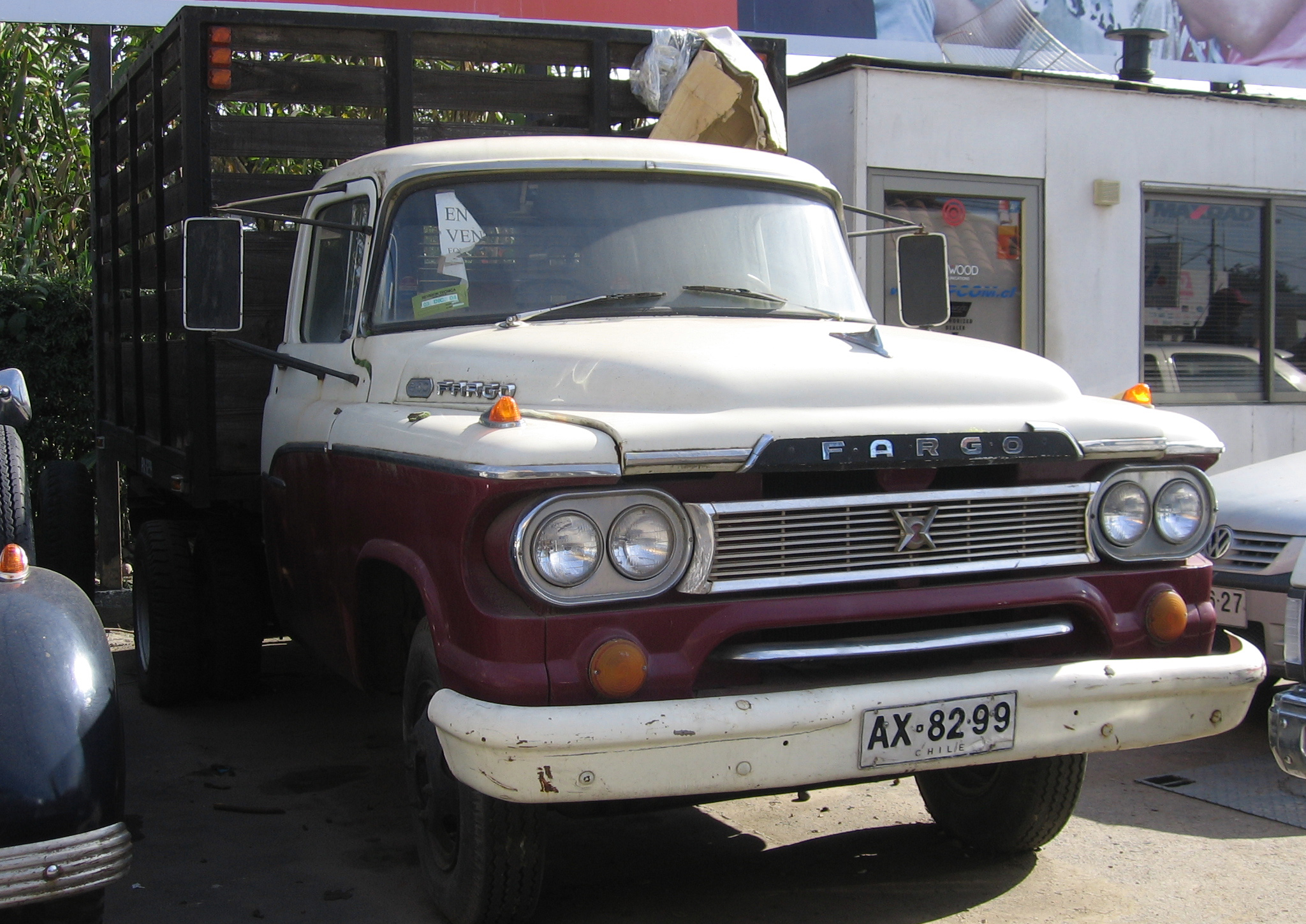
Fargo 300, 1960
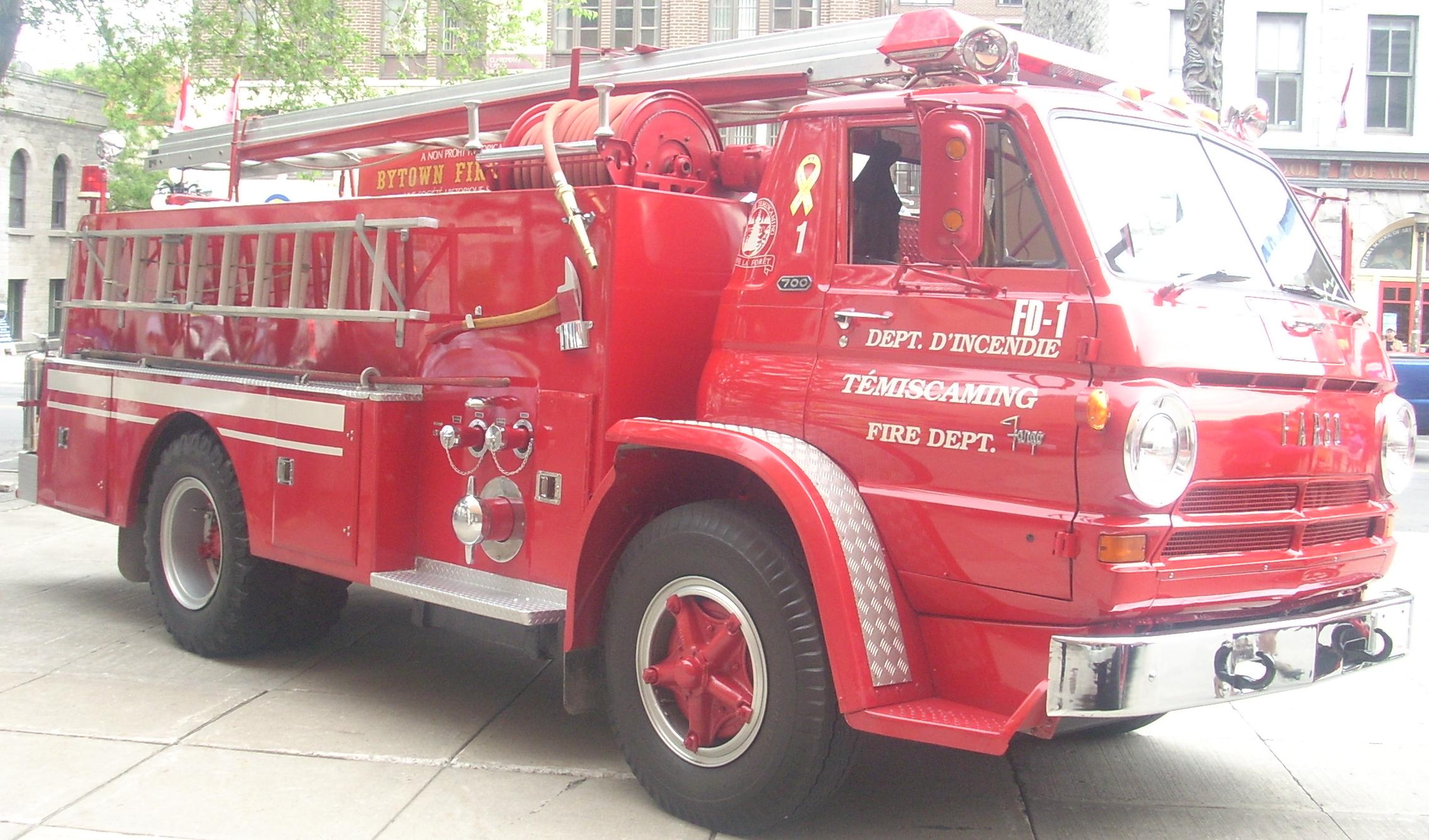
Fargo pumper fire truck from Témiscaming, Quebec
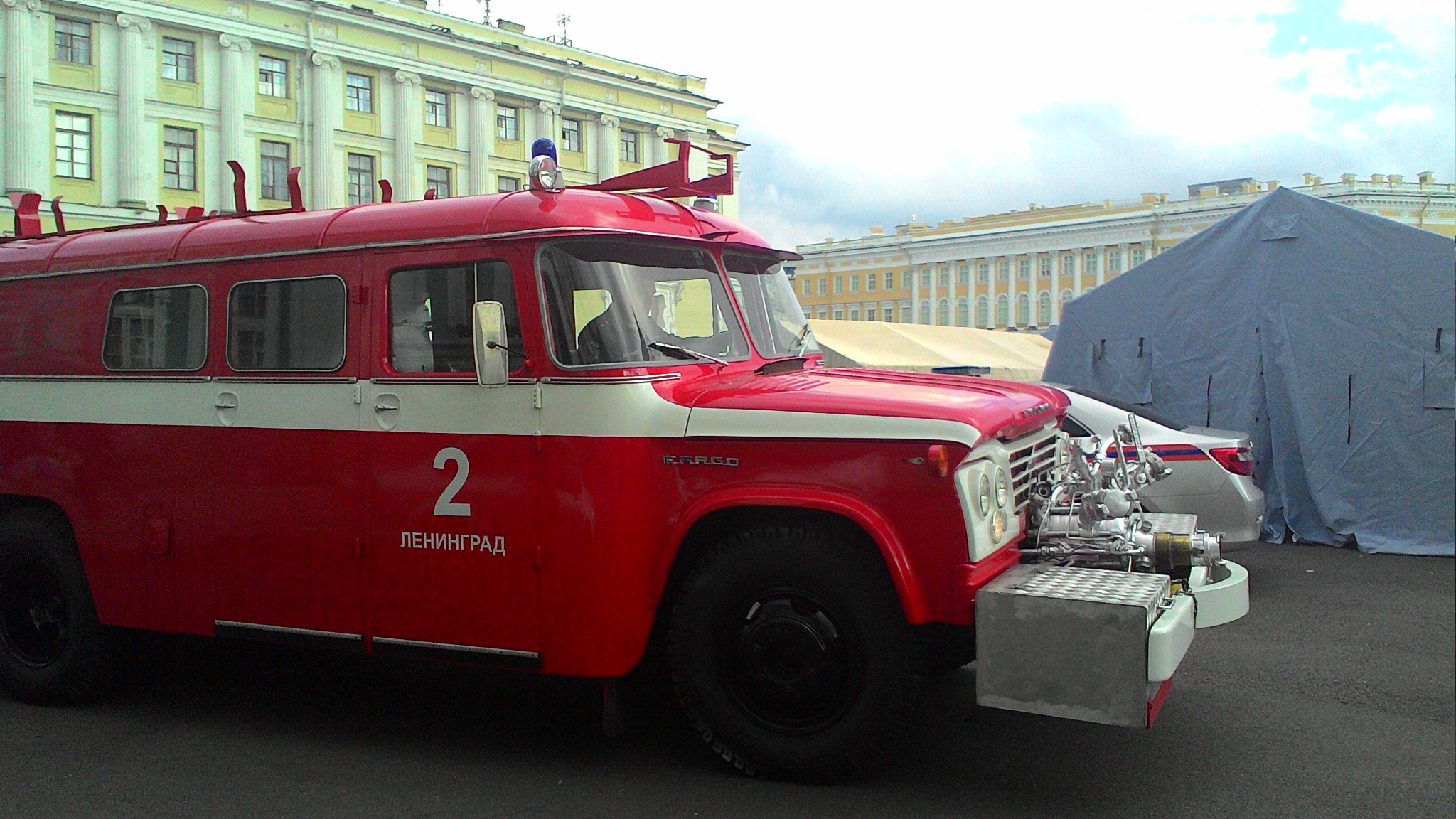
Пожарный автомобиль Fargo 500 1962 года выпуска в Санкт-Петербурге, Россия
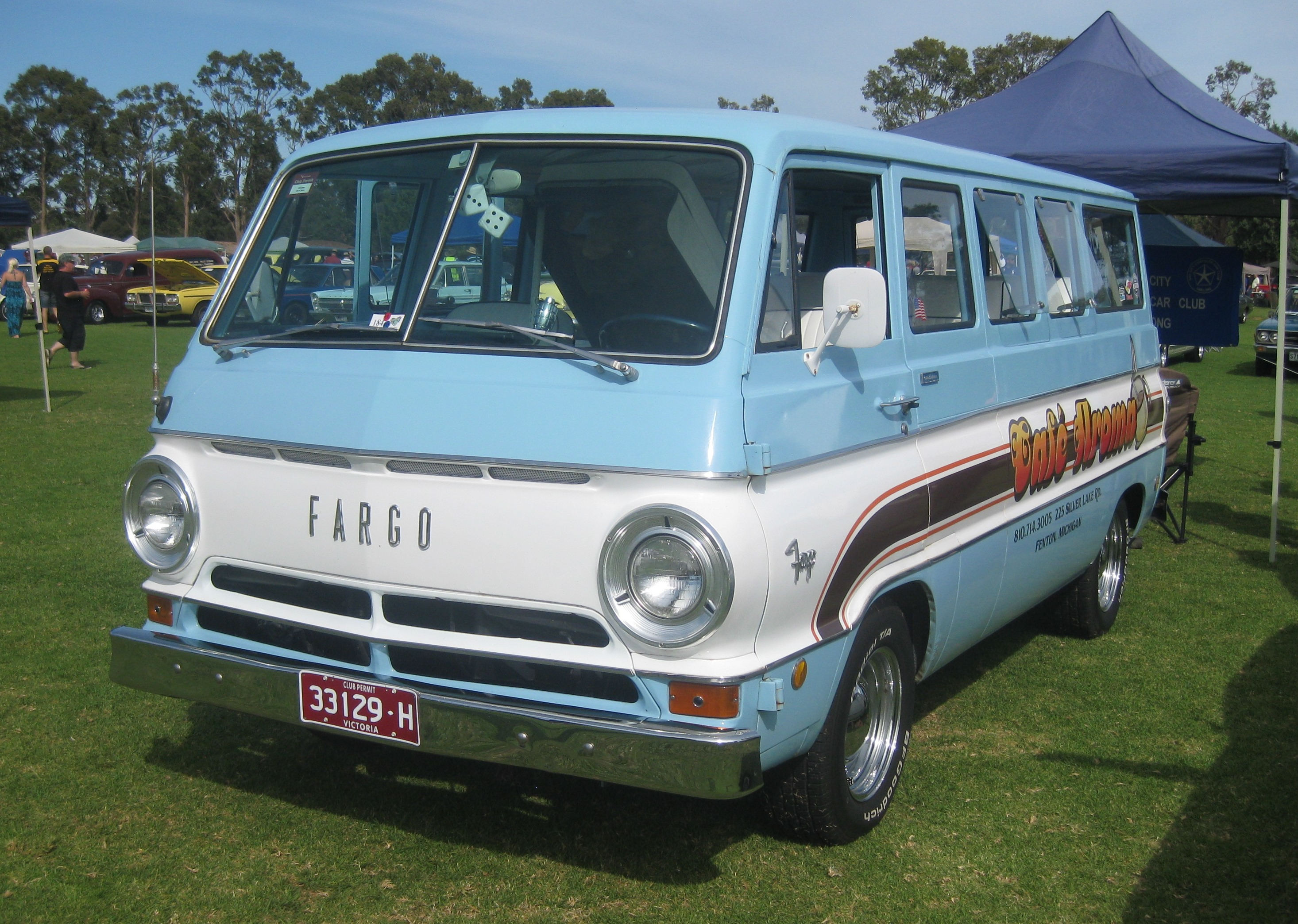
Dodge A100 (1964–1970) с эмблемой Fargo
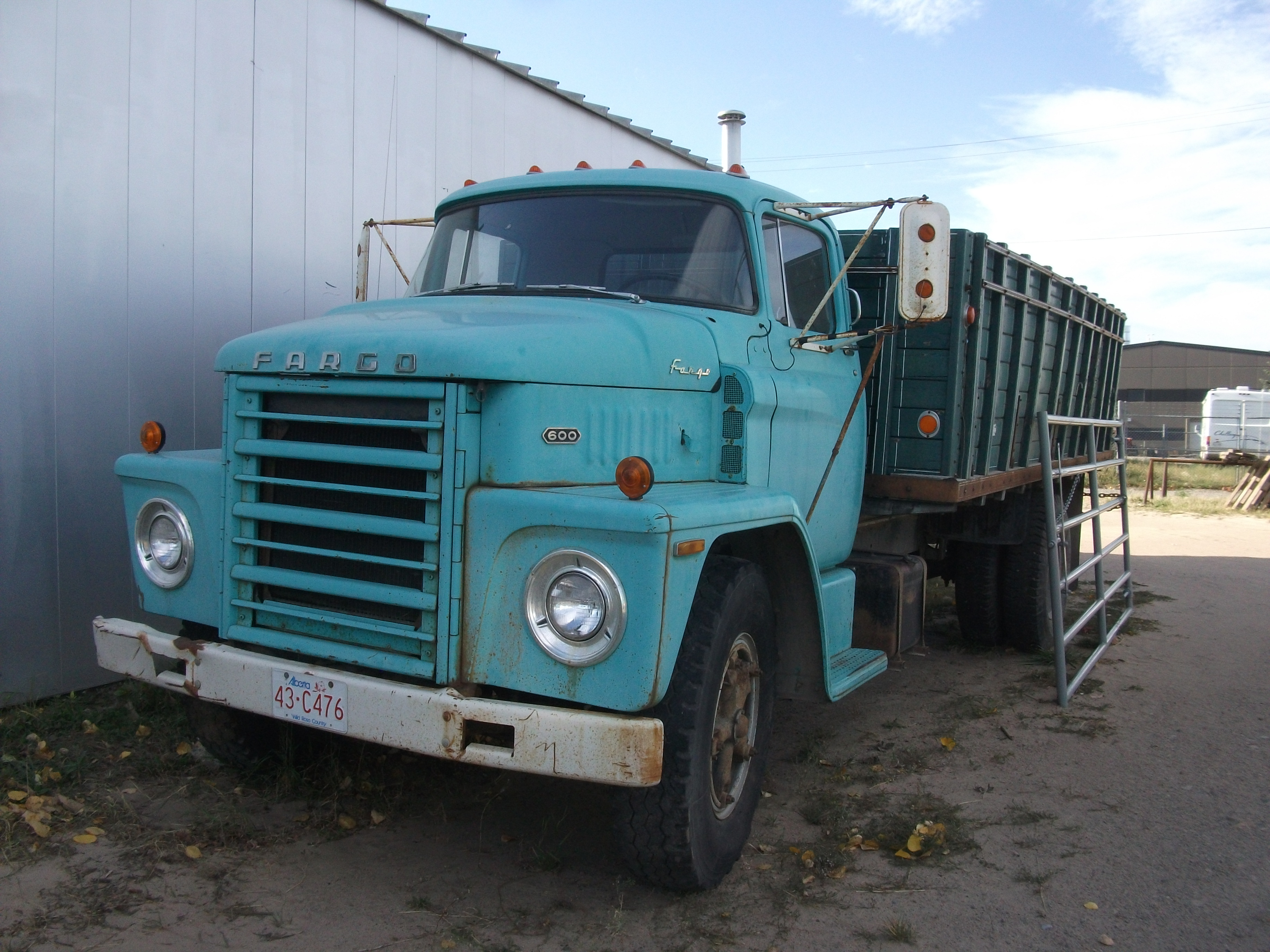
Fargo 600
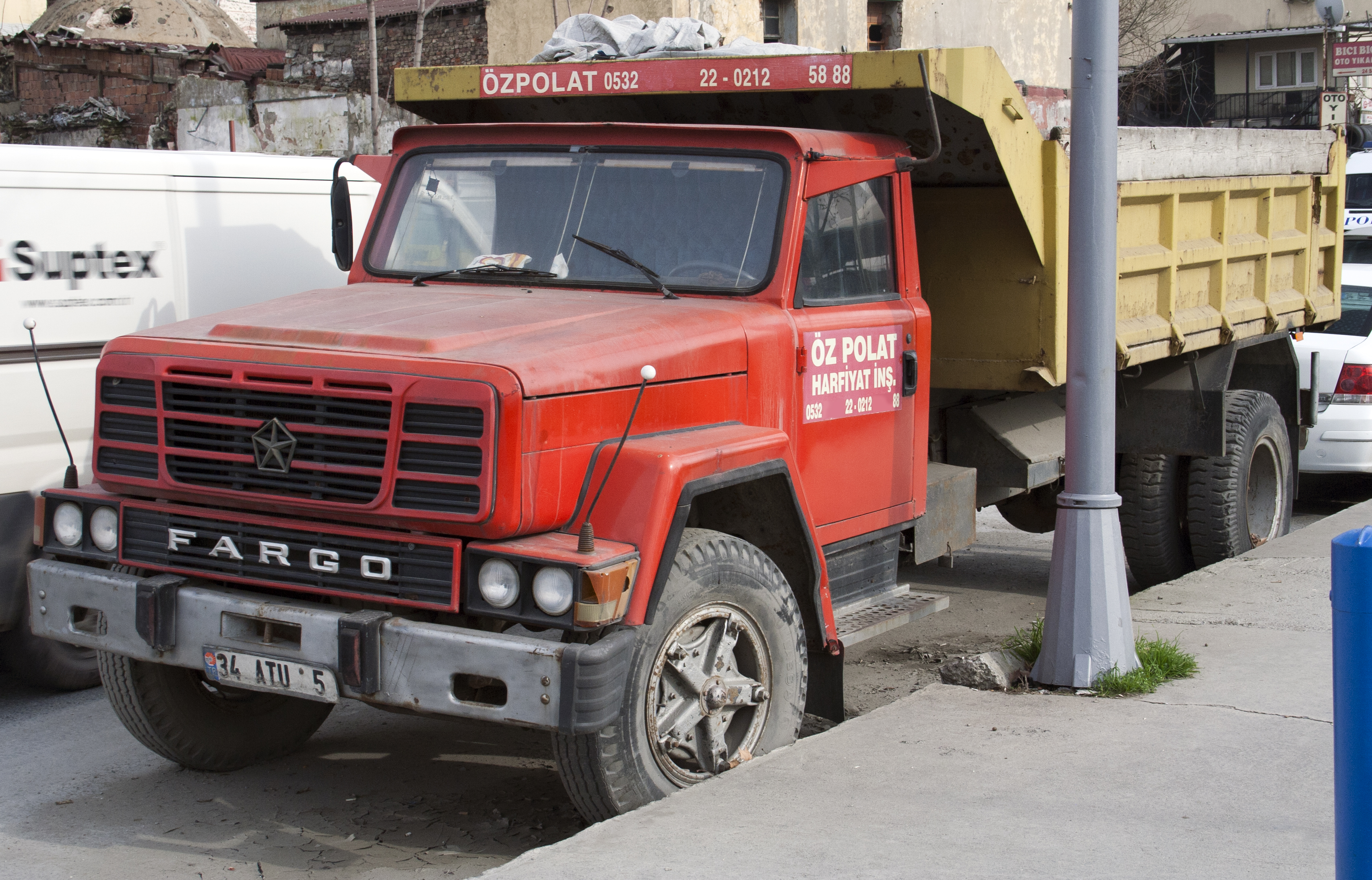
Самосвал Fargo AS 700 компании Askam